# Shero Rauf
 (mars 2017).
Shero Rauf est un acteur kurde né à Bagdad le 15 mai 1979.